# 大興 (東晋)
大興（たいこう）は、東晋の元帝司馬睿が皇帝に即位して初めて使用された元号。
一説に太興とも。318年 - 321年。

## 出来事
- 大興元年
  - 3月10日：晋王司馬睿の皇帝即位により改元。

## 西暦・干支との対照表
| 大興 | 元年  | 2年   | 3年   | 4年   |
| 西暦 | 318年 | 319年 | 320年 | 321年 |
| 干支 | 戊寅  | 己卯  | 庚辰  | 辛巳  |

## 他年号との対照表
| 大興 | 元年         | 2年   | 3年    | 4年    |
| 前趙 | 漢昌1 光初元 | 光初2 | 光初3  | 光初3  |
| 成漢 | 玉衡8        | 玉衡9 | 玉衡10 | 玉衡11 |
| 前涼 | 建興6        | 建興7 | 建興8  | 建興9  |